# Microperla brevicauda
Microperla brevicauda är en bäcksländeart som beskrevs av Kawai 1958. Microperla brevicauda ingår i släktet Microperla och familjen Peltoperlidae. Inga underarter finns listade i Catalogue of Life.